# Martin Feifel

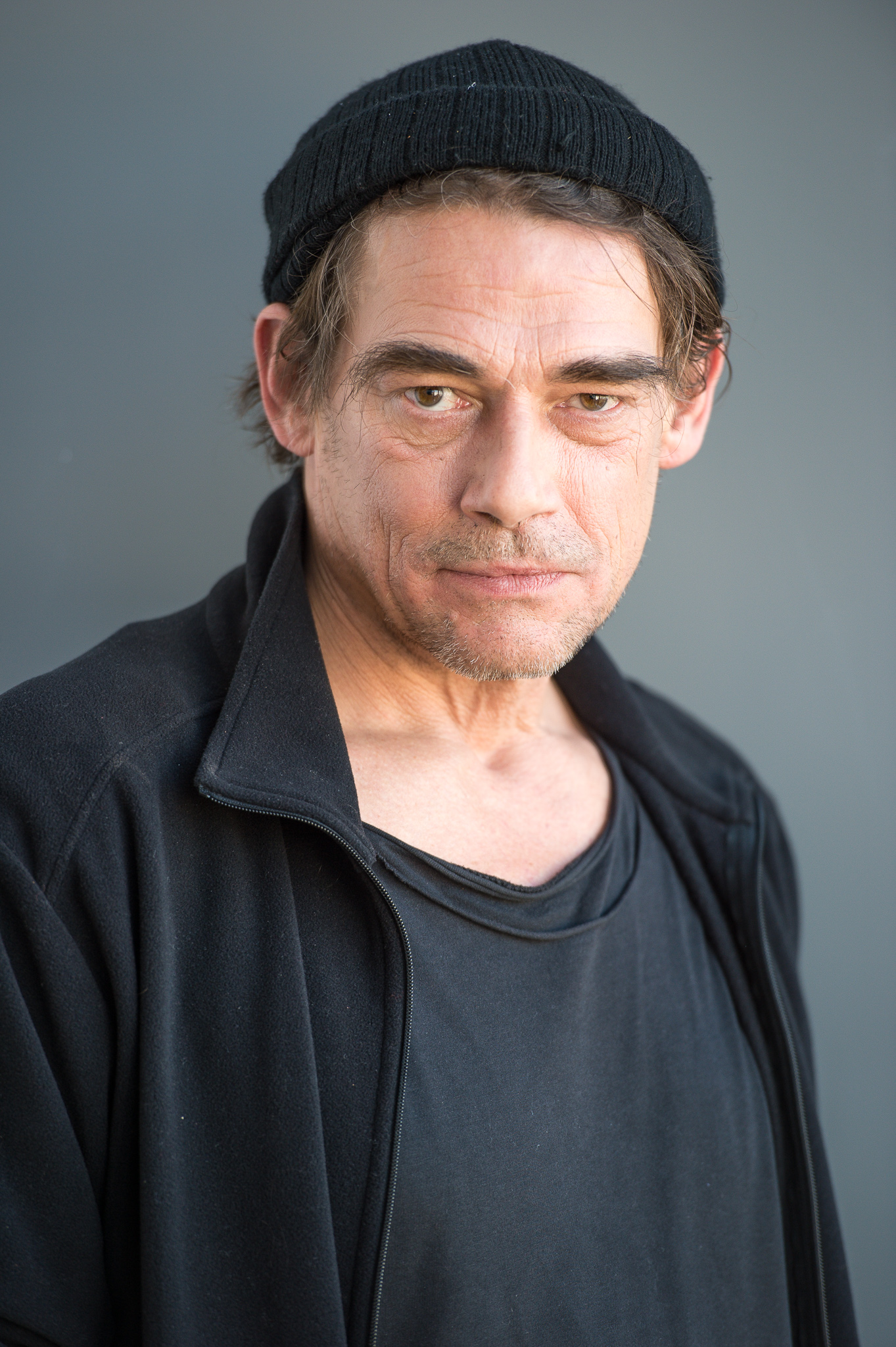
Martin Feifel (2017)

Martin Feifel (* 16. Juni 1964 in München) ist ein deutscher Schauspieler, Sprecher und Maler.

## Leben

### Herkunft und Ausbildung
Martin Feifel wurde als Sohn des Chirurgen und ehemaligen Mitglieds des deutschen Wissenschaftsrates Gernot Feifel und dessen Frau Ulla, geb. Bachl, in München geboren. Nach dem Abitur und Gelegenheitsjobs im Zirkus Roncalli besuchte er ab 1985 für eine Grundausbildung im Bereich Theater und Artistik zunächst die Scuola Teatro Dimitri im Tessin mit dem Berufswunsch, Clown zu werden, was er jedoch nach zwei Jahren aus gesundheitlichen Gründen aufgab. Von 1987 bis 1990 absolvierte Feifel dann eine Schauspielausbildung an der Schauspielschule Bochum, ehemals Westfälische Schauspielschule.

### Theater
Feifel spielte zu Beginn seiner Theaterlaufbahn das klassische Theaterrepertoire des jugendlichen Liebhabers. Von 1989 bis 1995 hatte er sein erstes Festengagement am Schauspielhaus Bochum, wo er sein Bühnendebüt als Gastarbeiter Jorgos in dem Theaterstück Katzelmacher von Rainer Werner Fassbinder in einer Inszenierung von Volker Schmalöer gab. Schmalöer besetzte Feifel auch in Frühlings Erwachen von Frank Wedekind. Unter der Regie von Jürgen Gosch spielte Feifel 1991 in Die Möwe von Anton Tschechow. Mehrmals arbeitete Feifel mit dem Regisseur Frank-Patrick Steckel zusammen. So war Feifel in dessen Inszenierungen von Troilus und Cressida, Der gute Mensch von Sezuan und 1994/1995 in der ungekürzten, etwa sechsstündigen Fassung von Hamlet in Steckels Abschiedsinszenierung am Schauspielhaus Bochum in der Titelrolle zu sehen. Von 1995 bis 1997 war Feifel am Thalia Theater Hamburg engagiert, wo er 1995 den Romeo in Romeo und Julia spielte. In der Rolle des Rotpeter in Franz Kafkas Ein Bericht für eine Akademie spielte er im März 2011 im Münchener Gasteig.
Von der Zeitschrift Theater heute wurde er 1995 als bester Nachwuchsschauspieler des Jahres ausgezeichnet.

### Film und Fernsehen
Ab Anfang der 1990er Jahre war Feifel auch im Film und im Fernsehen zu sehen. Sein Filmdebüt gab er 1991 in einer kleinen Nebenrolle als SS-Mann in der Filmkomödie Schtonk! von Helmut Dietl. Mit Sylvie Testud spielte er 1994 in Maries Lied von Niko von Glasow. Unter der Regie von Dominik Graf drehte er 1996 die Komödie Doktor Knock. 1998 war er in Die Cellistin – Liebe und Verhängnis unter der Regie von Sherry Hormann zu sehen. In dem Film Feuerreiter von Nina Grosse aus dem Jahr 1998 versetzte er sich nach der Methode des Method Acting in den Dichter Friedrich Hölderlin, eine Rolle, die ihn körperlich und psychisch an den Rand der Erschöpfung brachte. Davon berichtet Feifel auch in dem Dokumentarfilm Die Verwandlung, der Beruf des Schauspielers von Michel Harder, der 2019 Premiere hatte und in dem Schauspieler über ihren Beruf sprechen. 1998 spielte er gemeinsam mit Senta Berger in der Komödie Mit fünfzig küssen Männer anders, wo er als Kunstkritiker Kevin neuen Schwung in das Leben der weiblichen Hauptfigur bringt.
Weitere Filmrollen hatte Feifel in Emil und die Detektive (2001) von Franziska Buch, als jüdischer Ehemann an der Seite von Katja Riemann in Rosenstraße (2002) von Margarethe von Trotta, in Agnes und seine Brüder (2003) von Oskar Roehler, in Schneeland (2004) von Hans W. Geißendörfer, in Emmas Glück (2005) von Sven Taddicken und in Das wahre Leben (2005) von Alain Gsponer. In Heinrich Breloers Buddenbrooks-Verfilmung (2008) spielte er den Münchner Hopfenhändler Alois Permaneder.
Feifel wirkte auch in zahlreichen Fernsehfilmen und Fernsehserien mit. Feifel wurde im deutschen Fernsehen häufig in mundartlichen Komödien und Heimatfilmen eingesetzt, wo er meist den Rollentypus des attraktiven jugendlichen Liebhabers im bäuerlichen und ländlichen Milieu übernahm.
In einer Fernseh-Neuverfilmung des Romans Die Geierwally (2005) spielte er den in sich zerrissenen Bauernsohn Joseph Gruber an der Seite von Christine Neubauer. In dem Nachkriegsdrama Die Frau des Heimkehrers (2006) spielte er wiederum mit Christine Neubauer als Partnerin, den gutaussehenden Liebhaber Sebastian. 2006 war Feifel nochmals mit Christine Neubauer in der ARD-Fernsehreihe Die Landärztin zu sehen. Die ARD besetzte Feifel außerdem als russischen Arzt Andrej Michailov in dem Fernsehfilm Eine Liebe in St. Petersburg (2009), in dem Feifel gemeinsam mit Valerie Niehaus spielte.
Für seine Rolle in der ZDF-Verfilmung Kommissar Süden und der Luftgitarrist wurde Martin Feifel mit den Grimme-Preis 2010 ausgezeichnet. Im gleichen Jahr war er unter anderem an der Seite von Veronica Ferres und Liv Lisa Fries in dem Fernsehdrama um Jugendgewalt Sie hat es verdient und in der Kinoproduktion Der Mann der über Autos sprang zu sehen. Im Jahr 2011 spielte er den Kommissar Jennerwein im Film Föhnlage. Ein Alpenkrimi nach dem Erfolgsroman Föhnlage von Jörg Maurer. Johannes Grieser besetzte ihn im Psychothriller Mord in bester Familie (2011) als Polizeihauptkommissar Matthias Westphal.
In der schwarzen Komödie Riskante Patienten (2012) spielte er an der Seite von Devid Striesow. Von 2010 bis 2015 war er Arthur Distelmeier, der Widersacher des Bergdoktors Martin Gruber. Im Fernsehfilm Ein offener Käfig aus dem Jahr 2014 spielte er einen verurteilten Vergewaltiger. Für seine Darstellung eines verkrachten Musikers im Film Die Welt der Wunderlichs unter der Regie von Dani Levy erhielt er eine Nominierung als „Bester Nebendarsteller“ für den Deutschen Filmpreis 2017. Ed Herzog besetzte Feifel in seinem Historiendrama 3½ Stunden (2021) in der Rolle des bayerischen Kommissars Arthur Koch.

### Malerei
Martin Feifel arbeitet auch als Maler. Anlässlich der HomBuch 2021 fand in der Galerie Julia Johannsen in Homburg eine Vernissage statt, bei der Bilder von ihm gezeigt wurden. Im Februar 2022 wurden erneut Bilder von ihm auf der Gemeinschaftsausstellung View gezeigt.
Die erste Soloausstellung seiner Bilder fand am 30. Mai 2024 in der Galerie von Ecco Meineke statt.

### Privates
Feifel ist seit 2016 mit der Managerin Judith Sutter verheiratet, die er 1996 bei den Dreharbeiten zu Dominik Grafs Film Dr. Knock kennen gelernt hatte.

## Soziales Engagement
Gemeinsam mit bayerischen Musikern, Autoren und Kollegen, u. a. dem Schauspieler Jürgen Tonkel, engagiert sich Martin Feifel für Münchner Obdachlose.

## Filmografie (Auswahl)

### Kino
- 1992: Schtonk!
- 1994: Maries Lied
- 1998: Feuerreiter
- 2000: Die Fremde
- 2001: Emil und die Detektive
- 2001: Sass
- 2001: Was tun, wenn’s brennt?
- 2003: Rosenstraße
- 2004: Agnes und seine Brüder
- 2004: Schneeland
- 2006: Emmas Glück
- 2006: Das wahre Leben
- 2008: Buddenbrooks
- 2010: Jud Süß – Film ohne Gewissen
- 2010: Der Mann der über Autos sprang
- 2016: Rockabilly Requiem
- 2016: Die Welt der Wunderlichs
- 2017: Ostwind – Aufbruch nach Ora
- 2021: Die Heimsuchung
- 2023: King’s Land (Bastarden)

### Fernsehen
- 1997: Doktor Knock
- 1997: Doppelter Einsatz: Mißbraucht (Fernsehreihe)
- 1998: Die Cellistin – Liebe und Verhängnis
- 1998: Die Rettungsflieger (Fernsehserie, Folge Sturzflug)
- 1998: Einsatz Hamburg Süd (Fernsehserie, Folge Gefahr im Dunkeln)
- 1998: Ärzte: Hoffnung für Julia (Fernsehreihe)
- 1999: Mit fünfzig küssen Männer anders
- 1999: Tatort: Mordfieber (Fernsehreihe)
- 2000: Tatort: Die Möwe
- 2001: Doppelter Einsatz: Bruderherz
- 2001: Der Bulle von Tölz: Sioux City (Fernsehreihe)
- 2002: Tatort: Schlaraffenland
- 2002: Operation Rubikon
- 2003: Die Verbrechen des Professor Capellari (Fernsehserie, Folge Stachel im Fleisch)
- 2003: Der Bulle von Tölz: Malen mit Vincent
- 2004: Schimanski: Das Geheimnis des Golem (Fernsehreihe)
- 2004: Rosa Roth – Freundeskreis (Fernsehreihe)
- 2004: München 7 (Fernsehserie, 3 Folgen)
- 2004: Das Duo: Bauernopfer (Fernsehreihe)
- 2005: Schiller
- 2005: Unter Verdacht: Das Karussell (Fernsehreihe)
- 2005: Die Geierwally
- 2005: Polizeiruf 110: Der scharlachrote Engel (Fernsehreihe)
- 2005: Tatort: Nur ein Spiel
- 2005: Tatort: Tiefer Fall
- 2006: Die Landärztin: Diagnose Tollwut (Fernsehreihe)
- 2006: Am Ende des Schweigens
- 2006: Die Frau des Heimkehrers
- 2006–2013: Die Rosenheim-Cops (Fernsehserie, verschiedene Rollen, 3 Folgen)
- 2007: Die Entführung
- 2007: Tatort: Das namenlose Mädchen
- 2008: Post Mortem (Fernsehserie, Folge Tod im OP)
- 2008: Mein Gott, Anna!
- 2008: Machen wir’s auf Finnisch
- 2008: Kommissar Süden und das Geheimnis der Königin
- 2008: Kommissar Süden und der Luftgitarrist
- 2008: Pfarrer Braun: Heiliger Birnbaum (Fernsehreihe)
- 2008: Polizeiruf 110: Kellers Kind
- 2009: Eine Liebe in St. Petersburg
- 2009: Dornröschen
- 2009: Dr. Hope – Eine Frau gibt nicht auf
- 2009: Tatort: Neuland
- 2010: Haltet die Welt an
- 2010: Liebe am Fjord – Sommersturm (Fernsehreihe)
- 2010: Sie hat es verdient
- 2010–2011, 2013–2015: Der Bergdoktor (Fernsehreihe)
- 2011: Mord in bester Familie
- 2011: Die Trödelqueen – Gelegenheit macht Liebe
- 2011: Donna Leon – Das Mädchen seiner Träume (Fernsehreihe)
- 2011: Föhnlage. Ein Alpenkrimi
- 2011: Isenhart – Die Jagd nach dem Seelenfänger
- 2011: Ein starkes Team: Gnadenlos (Fernsehreihe)
- 2011: Das Duo: Liebe und Tod
- 2011–2025: Der Alte (Fernsehserie, verschiedene Rollen, 5 Folgen)
- 2011, 2018: SOKO Donau (Fernsehserie, verschiedene Rollen, 2 Folgen)
- 2012: Kommissar Stolberg (Fernsehserie, Folge Blutsbrüder)
- 2012: SOKO Leipzig (Fernsehserie, 3 Folgen)
- 2012: Ein Drilling kommt selten allein
- 2012: Frühling für Anfänger (Fernsehreihe)
- 2012: Riskante Patienten
- 2012: Wunschkind
- 2012: Der Cop und der Snob (Fernsehserie, Folge Adel vernichtet)
- 2013: Polizeiruf 110: Vor aller Augen
- 2013: Heiter bis tödlich: Hubert und Staller (Fernsehserie, Folge Die Venus von Ambach)
- 2013: Tatort: Aus der Tiefe der Zeit
- 2013, 2017: Alarm für Cobra 11 – Die Autobahnpolizei (Fernsehserie, verschiedene Rollen, 2 Folgen)
- 2013, 2018: SOKO Stuttgart (Fernsehserie, verschiedene Rollen, 2 Folgen)
- 2014: Die reichen Leichen. Ein Starnbergkrimi (Fernsehreihe)
- 2014: Ein offener Käfig
- 2014: Vier Drillinge sind einer zu viel
- 2015: Polizeiruf 110: Ikarus
- 2015: Mutter auf Streife
- 2015: Der Liebling des Himmels
- 2015, 2002: Die Chefin (Fernsehserie, verschiedene Rollen, 2 Folgen)
- 2016: Heiter bis tödlich: Akte Ex (Fernsehserie, Folge Bei Aufguss Mord)
- 2016: Der Bozen-Krimi: Herz-Jesu-Blut (Fernsehreihe)
- 2017: Tod im Internat (Fernsehzweiteiler)
- 2017: Das Verschwinden (Fernsehvierteiler)
- 2017: Notruf Hafenkante (Fernsehserie, Folge Notwehr)
- 2017: Tatort: Die Liebe, ein seltsames Spiel
- 2018: Matula – Der Schatten des Berges
- 2018: Im Wald – Ein Taunuskrimi (Fernsehreihe, Zweiteiler)
- 2018: Sarah Kohr – Mord im Alten Land (Fernsehreihe)
- 2018: SOKO Köln (Fernsehserie, Folge Der Tote im Tank)
- 2018: Carneval – Der Clown bringt den Tod (Fernsehreihe)
- 2018: München Mord: Die ganze Stadt ein Depp (Fernsehreihe)
- 2018: Der Pass (Fernsehserie, 8 Folgen)
- 2018: Tatort: Wir kriegen euch alle
- 2019: Der Staatsanwalt (Fernsehserie, Folge Ein zweites Leben)
- 2019: Der Kroatien-Krimi: Der Mädchenmörder von Krac (Fernsehreihe)
- 2019: Die Bergretter – Letzter Wille (Fernsehreihe)
- 2020: WaPo Bodensee (Fernsehserie, Folge Go for Gold)
- 2020: Oktoberfest 1900 (Fernsehsechsteiler)
- 2020: Kinder und andere Baustellen
- 2020: Der Pass (Fernsehserie, 8 Folgen)
- 2021: Heute stirbt hier Kainer
- 2021: 3 ½ Stunden
- 2021: Die Toten von Salzburg – Vergeltung (Fernsehreihe)
- 2021: Die Heimsuchung (Fernsehfilm)
- 2022: Jeanny – Das 5. Mädchen
- 2022: Tatort: Vier Jahre (Fernsehreihe)
- 2022: Letzte Spur Berlin (Fernsehserie, Folge Große Pläne)
- 2022: SOKO Köln (Fernsehserie, Folge The Big Bukowski)
- 2023: Die Toten vom Bodensee – Nemesis (Fernsehreihe)
- 2023, 2024: SOKO Köln (Fernsehserie, Folgen Bukowski auf der Flucht, Bukowski ist tot)
- 2023: 37 Sekunden (Fernsehserie)
- 2023: Die Therapie (Fernsehserie)
- 2023: SOKO Leipzig (Fernsehserie, Folge Napoleon)
- 2024: Inga Lindström: Die vergessene Hochzeit (Fernsehreihe)
- 2024: Mein Traum, meine Geschichte (Fernsehserie, Dokumentation)
- 2024: Der Wien-Krimi: Blind ermittelt – Tod im Palais (Fernsehreihe)
- 2024: Ich bin Dagobert (Fernsehserie)
- 2024: In aller Freundschaft (Fernsehserie, Folge Sturm)
- 2025: Der Barcelona-Krimi (Fernsehreihe, Folge Wächter der Stadt)

## Sprechertätigkeit
Martin Feifel nahm als Sprecher zahlreiche Hörspiele und Hörbücher auf.
Hörspiele (Auswahl)
- 2003: Alessandro Baricco: Seide. SW Rundfunk, CD Edition: Der Audioverlag.
- 2004: Anton Pawlowitsch Tschechow: Das Drama auf der Jagd.[13] SW Rundfunk 2004.
- 2004: Roland Schimmelpfennig: Für eine bessere Welt. Hessischer Rundfunk 2004, ausgezeichnet als Hörspiel des Jahres 2004 und als Hörspiel des Monats August 2004.
- 2009: Wolfgang Koeppen: Tauben im Gras.[14] Hessischer Rundfunk/WDR/SW Rundfunk 2008, CD-Edition: Der Hörverlag 2009, verschiedene Auszeichnungen
- 2012: Robert van Gulik: Mord im Kanton. SW Rundfunk/Hessischer Rundfunk 2011, Erstsendung 2012.
- 2018: Michael Fehr: Simeliberg. Rolle: Griese, Bayerischer Rundfunk/Radio Bremen 2017, Erstsendung: 2018. Hörspiel des Monats Januar 2018.
- 2018: Frank Witzel: Stahnke.[15] 15-teilige Hörspielserie, Rolle: Stahnke, Bayerischer Rundfunk 2018. Als Podcast/Download in der ARD Audiothek.[16]
- 2019: Wolfgang Herrndorf: Bilder deiner großen Liebe. Bayerischer Rundfunk 2018, Erstsendung: 2019.
- 2019: Andreas Unger: Die Anhörerin. Bayerischer Rundfunk 2019, Hörspiel des Monats Juli 2019
- 2021: Friedrich Ani: Der namenlose Tag.[17] (2-teiliges Hörspiel, Rolle: Jakob Franck, Bayerischer Rundfunk 2021).
- 2022: Friedrich Ani: Das Haus der aufgehenden Sonne.[18] (3-teiliges Hörspiel, Rolle: Jakob Franck, Bayerischer Rundfunk 2022).
- 2022: Dana von Suffrin: Blut – Hörspiel nach einer wahren Begebenheit[19], Rolle: Kommissar, Bayerischer Rundfunk 2022, nominiert für den Deutschen Hörspielpreis der ARD 2022
- 2023: Friedrich Ani: Liebe minus null (3-teiliges Hörspiel, Rolle: Jakob Franck, Regie: Alex Schaad, Produktion: Bayerischer Rundfunk 2022)
- 2023: Karen Duve: Sisi (4-teiliges Hörspiel, Rolle: Elemér Batthyany, Regie: Martin Heindel, Produktion: Bayerischer Rundfunk 2023). Als Podcast/Download in der ARD Audiothek[20]

- Hörbücher
- 2021: Kim Young-ha: Aufzeichnungen eines Serienmörders. SWR2 2021, DerDiwan Hörbuchverlag, aufgenommen in Deutscher Hörbuchpreis 2021: Longlist; Kategorie „Bester Interpret“[21][22]
- 2021: Antonio Tabucchi: Indisches Nachtstück und ein Briefwechsel, Diwan Hörbuchverlag 2021
- 2022: John Burnside: So etwas wie Glück, Diwan Hörbuchverlag 2022

## Nominierungen
Deutscher Filmpreis:
- 2002 in der Kategorie „Bester Nebendarsteller“ für Was tun, wenn's brennt?
- 2017 in der Kategorie „Bester Nebendarsteller“ für Die Welt der Wunderlichs

Deutscher Fernsehpreis:
- 2002 in der Kategorie „Bester Nebendarsteller“ für Operation Rubikon.

## Auszeichnungen
- 1995: „Bester Nachwuchsschauspieler des Jahres“, Auszeichnung der Zeitschrift Theater heute
- 2010: Grimme-Preis für seine Darstellung in Kommissar Süden und der Luftgitarrist